# Neochauliodes jiangxiensis
Neochauliodes jiangxiensis (лат.) — вид насекомых рода Neochauliodes, семейства Corydalidae, принадлежащих к отряду большекрылых. Впервые описан в 1992 году. Эндемичен для Китая.

## Описание
Вид известен только по самцам. Длина тела имаго около 16 мм. Голова темная. Усики черно-коричневые. Крылья серовато-коричневое с несколькими небольшими прозрачными участками. Переднегрудь бледно-желтая, а средне и заднегрудь коричневые. Брюшко коричневое.